# Партия Афро-Ширази
Па́ртия Афро-Ширази́ (англ. Afro-Shirazi Party); первоначально Афро-ширазский союз — политическая партия, образованная 5 февраля 1957 года путём слияния Ассоциации Ширази и Африканской ассоциации. 5 февраля 1977 года вместе с партией Африканский национальный союз Танганьики образовали партию Чама Ча Мапиндузи.

## История
Одной из заявленных целей партии была борьба с арабским засильем в Занзибаре (название «Ширази» отсылает к легендарным иранским корням правителей Килвы). В 1959—1960 годах от партии откололись представители землевладельцев. Несколько её бывших членов основали новую — Народную партию Занзибара и Пембы.
На выборах в январе 1961 года в Занзибаре ни одна из партий не набрала большинства мест; Афро-Ширази выиграла 10 мест, правительство сформировать не удалось. На повторных выборах в июне того же года Афро-Ширази снова получила 10 мест. На выборах 1963 года, получив наибольшее число голосов на выборах, Афро-Ширази выиграла однако всего 13 мест из 31. 10 декабря 1963 года Занзибар получил независимость в форме султаната. 
Уже в январе 1964 года произошла революция, в результате которой власть в стране перешла к Афро-Ширази, в Занзибаре была утверждена республика, а президентом стал лидер партии Абейд Амани Каруме. В марте того же года Афро-Ширази поглотила более леворадикальную партию «Умма», а в апреле образовавшаяся Народная Республика Занзибара и Пембы объединилась с Республикой Танганьика в Объединённую Республику Танзания при сохранении автономии в составе федерации.

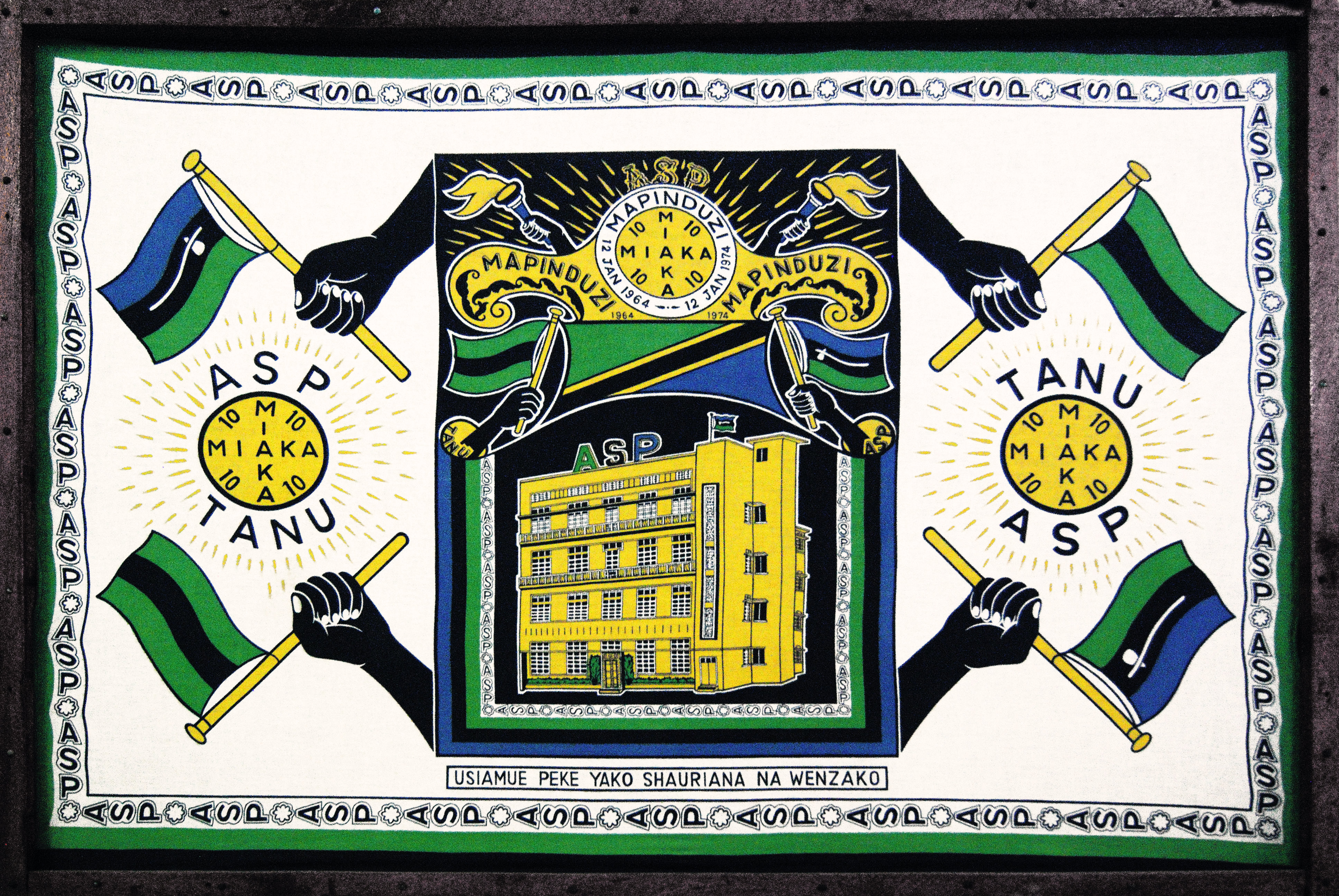
Канга Афро-Ширази (ASP) и Африканский национальный союз Танганьики (TANU) в музее «Дом чудес» в Каменном городе Занзибара

После случившегося 7 апреля 1972 года убийства Абейда Каруме, лидерство в партии и пост президента автономии Занзибара занял Абуд Джумбе, при котором в 1977 году произошло объединение Афро-Ширази с Африканским национальным союзом Танганьики, который возглавлял Джулиус Ньерере. Новая партия получила название Чама Ча Мапиндузи — Партия Революции.